# Yoshimitsu Kōno
Pour les articles homonymes, voir Kono.
Yoshimitsu Kōno (河野 義光, Kōno Yoshimitsu) est un judoka japonais.
Il remporte aux Championnats du monde de judo 1969 à Mexico la médaille d'argent en catégorie des moins de 70 kg.